# حقوق ضمنی

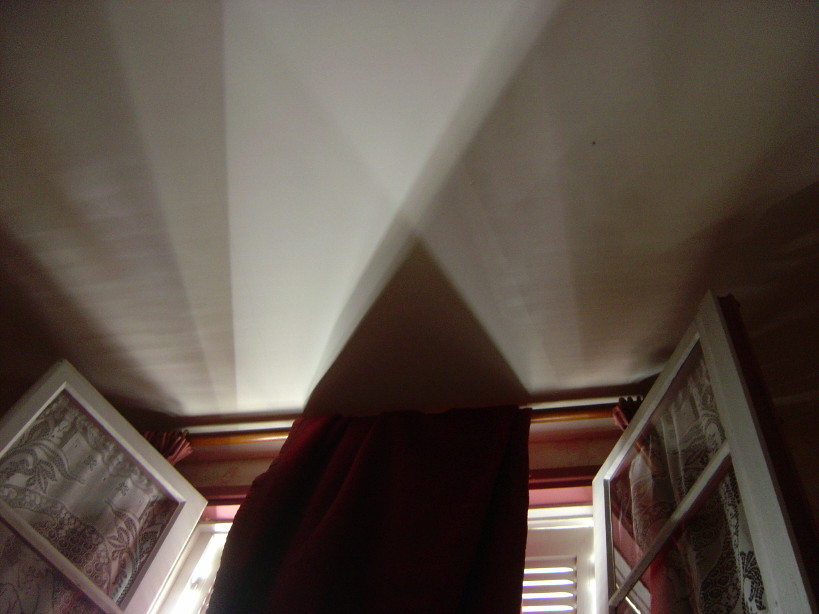
آمبرا، پنامبرا و آنتومبرا از طریق پنجره‌ها و کرکره‌ها تشکیل می‌شوند. حقوقدانان اصطلاح «حقوق ضمنی» را به عنوان استعاره از حقوق مندرج در قانون اساسی به کار برده‌اند.

در قانون اساسی ایالات متحده، حقوق ضمنی(به انگلیسی penumbra)شامل گروهی از حقوق است که به‌طور ضمنی از سایر حقوقی که صریحاً در منشور حقوق حمایت شده‌اند، استنتاج می‌شوند. این حقوق از طریق فرایند «استدلال با درونیابی» شناسایی شده‌اند، که در آن اصول خاصی از «ایده[ها] کلی» که به صراحت در سایر مقررات قانون اساسی بیان شده‌است، شناسایی شده‌است. اگرچه محققان منشأ این اصطلاح را قرن نوزدهم ردیابی کرده‌اند، اما این اصطلاح برای اولین بار در سال ۱۹۶۵ مورد توجه عموم قرار گرفت، زمانی که هم نظر با ویلیام داگلاس اکثریت قضات دیوان عالی ایالات متحده آمریکا مورد قضایی گریزولد در برابر کنتیکت حق حفظ حریم خصوصی را در حقوق ضمنی قانون اساسی تعیین کردند.